# Trafford (Pensilvania)
Trafford es un borough ubicado en los condados de Allegheny y Westmoreland en el estado estadounidense de Pensilvania. En el año 2000 tenía una población de 3.236 habitantes y una densidad poblacional de 872.1 personas por km².

## Geografía
Trafford se encuentra ubicado en las coordenadas 40°23′02″N 79°45′32″O / 40.38389, -79.75889.

## Demografía
Según la Oficina del Censo en 2000 los ingresos medios por hogar en la localidad eran de $32,925 y los ingresos medios por familia eran $40,236. Los hombres tenían unos ingresos medios de $36,250 frente a los $23,409 para las mujeres. La renta per cápita para la localidad era de $19,487. Alrededor del 11% de la población estaba por debajo del umbral de pobreza.